# Iosif Kovács
Iosif Kovács (* 13. November 1921 in Timișoara, Kreis Timiș; † 2003) war ein rumänischer Fußballspieler. Er kam zu 201 Einsätzen in der höchsten rumänischen Spielklasse, der Divizia A, und nahm an den Olympischen Spielen 1952 teil.

## Karriere
Iosif Kovács begann seine Karriere im Jahr 1939 in seiner Heimatstadt Timișoara bei Chinezul, das seinerzeit in der zweithöchsten rumänischen Fußballliga, der Divizia B spielte. Am Ende der Saison wechselte er zum Lokalrivalen Ripensia, wo er am 8. September 1940 seinen Einstand in der höchsten Spielklasse, der Divizia A, feierte. Dort konnte er mit 20 Treffern in 21 Spielen erstmals seine Torjägerqualitäten unter Beweis stellen.
Als der Spielbetrieb kriegsbedingt unterbrochen werden musste, wechselte Kovács zum FC Craiova, wo er in der regionalen Meisterschaft aktiv war. Nach Kriegsende schloss er sich Carmen Bukarest an. In der Saison 1946/47 konnte er 24 Tore zum größten Erfolg der Vereinsgeschichte, der Vizemeisterschaft, beisteuern.
Nachdem Carmen Bukarest am Saisonende von der neuen rumänischen Regierung zwangsaufgelöst worden war, kehrte Kovács in seine Heimatstadt zurück und schloss sich CFR Timișoara (später Locomotiva Timișoara) an, das ebenfalls in der Divizia A spielte. Auch hier war er am größten Erfolg des Vereins beteiligt, als er mit 22 Treffern maßgeblich zum zweiten Platz in der Saison 1947/48 und zum Erreichen des rumänischen Pokalfinals beitrug.
Nach diesen Erfolgen konnte Kovács im Verein nicht mehr an frühere Leistungen anknüpfen. Bis zum Jahr 1956, wo er seine Karriere beendete, konnte er seine Torgefährlichkeit nur noch selten unter Beweis stellen. Im letzten Jahr seiner Laufbahn, stieg der Verein gar aus der Divizia A ab.

## Nationalmannschaft
Kovács kam zu sieben Einsätzen für die rumänische Fußballnationalmannschaft und erzielte dabei zwei Tore. Sein Debüt hatte er am 13. Juni 1943 gegen die Slowakei, wo er sogleich ein Tor erzielen konnte. Im Jahr 1952 stand Kovács im Kader für die Olympischen Spiele in Helsinki und kam im Spiel gegen den späteren Olympiasieger Ungarn zum Einsatz.

## Erfolge
- Teilnehmer an Olympischen Spielen: 1952
- Rumänischer Vizemeister: 1947, 1948
- Rumänischer Pokalfinalist: 1948